# José Luis Arasti
José Luis Arasti Pérez (Milagro, Navarra, 26 de agosto de 1971) es un político socialista español. consejero de Economía y Hacienda del Gobierno de Navarra desde 2023.

## Biografía
Su padre, operario de una fábrica, falleció cuando él tenía ocho años y su hermana, doce. Ambos hermanos fueron criados por su madre y unos tíos. Realizó la diplomatura en Ciencias Empresariales en la Universidad Pública de Navarra, gracias a las becas.
Fue concejal del Ayuntamiento de Milagro (1995-1999).
Trabajó en el servicio de personal del Hospital Reina de Sofía (Tudela). Posteriormente consiguió una plaza de funcionario en el Servicio Navarro de Salud. Trabajó en el área de Interior del Gobierno de Navarra (2011-2017), primero como director del Servicio de Desarrollo de Políticas de Seguridad, y posteriormente se integró en la sección de Tráfico y Seguridad Vial.
Miembro del Partido Socialista de Navarra, se presentó a la alcaldía de su ciudad natal en varias elecciones municipales. Ha desempeñado la gerencia del PSN y desde septiembre del 2017 estaba liberado para labores de asistencia al grupo parlamentario. Es miembro de la Ejecutiva del PSN como responsable de Militancia y Coordinación Institucional.
En junio de 2018, el presidente del Gobierno, Pedro Sánchez, le nombró delegado del Gobierno en Navarra.
En agosto de 2023, la presidenta navarra, María Chivite, le escogió para ser el nuevo consejero de Economía y Hacienda del Gobierno regional. Tomó posesión el 30 de agosto de 2023, tras su cese como delegado del Gobierno en la Comunidad Foral.
Está casado y es padre de dos hijos, una chica y un chico. Practica el pádel y el senderismo.